# Actacarus pymaeus
Actacarus pymaeus är en spindeldjursart som beskrevs av Schulz 1936. Actacarus pymaeus ingår i släktet Actacarus, och familjen Halacaridae. Arten är reproducerande i Sverige.